# Ballerine (chaussure)
Pour les articles homonymes, voir Ballerine.

Ballerines dans un magasin de chaussures.

Une ballerine est une chaussure féminine fermée et décolletée à bouts ronds et souvent plate possédant parfois un talon très mince ou aucun talon.

## Historique
C'est en 1932 que Jacob Bloch, originaire d'Australie, crée à Londres un atelier de confection de chaussons de danse améliorés, qu'il nomme par la suite « Ballerines ». Sa passion pour l'opéra, et son sens de l'observation le conduisent à la confection d'un chausson plus confortable pour les danseurs. Le terme « ballerine », datant des environs du XVIe siècle, désigne à l'origine une danseuse professionnelle de ballet. C'est pourquoi ce terme désigne une chaussure ressemblant aux chaussons de danse.
Quinze ans plus tard, Rose Repetto décide d'améliorer à nouveau les chaussons de danse, pour son fils Roland Petit. Elle invente pour cela une nouvelle technique de confection consistant à coudre la semelle du chausson à l'envers, qui se développera par la suite. À Paris, la popularité de son fils crée un véritable engouement autour de ces ballerines qui s'étendront plus tard à tous les styles de danse.
René Caty, dont l'atelier de chaussures de luxe était implanté à Romans, imagine une utilisation plus courante de la ballerine de danseuse et la commercialise au grand public au début des années 1950. Certaines vedettes de cinéma ont popularisé cet accessoire à partir de 1956 où la ballerine devient réellement une « chaussure de ville », comme Brigitte Bardot dans le film Et Dieu... créa la femme et sa ballerine « Cendrillon » de fabrication Repetto, ou Audrey Hepburn avec ses ballerines à mini-talon de marque Ferragamo.
Les ballerines se développent de plus en plus et deviennent incontournables dans le domaine de la mode : Chanel et sa ballerine bicolore, mais également la marque Repetto qui devient une icône à travers le monde, ainsi que la marque Lanvin peu à peu. 

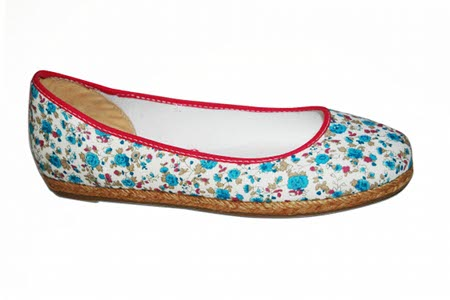
Une ballerine liberty.

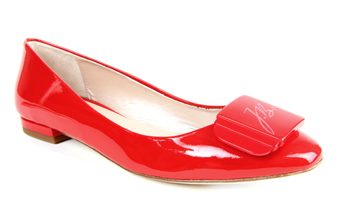
Une ballerine en chèvre vernis.

Après avoir été délaissées pendant une vingtaine d'années, les femmes se sont repris de passion pour la ballerine au début du XXIe siècle. Les ballerines sont redevenues populaires en toute occasion auprès des filles et femmes de tout âge. Le choix est vaste : il en existe de toutes les matières, de toutes les couleurs et pour toutes les bourses. 
De nos jours, les ballerines allient le côté utile, à l'agréable et à l'esthétique.